# Goenkale
Goenkale (en castellano Calle de Arriba) fue una telenovela en euskera producida por Pausoka Entertainment y EITB, que se emitía cada lunes en ETB1. La acción transcurría en la ficticia ciudad costera vasca de Arralde. El título de la serie se corresponde con el nombre de la calle principal de la localidad. Se estrenó el 3 de octubre de 1994 y finalizó el 28 de diciembre de 2015, convirtiéndose en el programa más longevo del País Vasco y de España.
En sus inicios, cada episodio duraba media hora, y se emitía de lunes a viernes; con el tiempo se suprimió el episodio del viernes, y desde 2004, únicamente se emitieron dos episodios de una hora cada uno cada lunes y martes. En la temporada número 22, la serie se emitió solamente los lunes a las 22:25.
Goenkale ha sido el programa de mayor audiencia de ETB1 además de tener un amplio seguimiento en las redes sociales. Se trata de uno de los programas de mayor éxito de la historia de ETB.

## Arralde
Arralde es el nombre de la localidad donde se desarrolla la trama de Goenkale. Los interiores se rodaban en los estudios Miramón de EITB, y en distintas ubicaciones del País Vasco, principalmente en Orio y Tolosa. Además, solían aparecer vistas y paisajes de otras poblaciones vascas, como Motrico, Lequeitio, Zumaya, Guetaria y Bermeo. Vecina de Arralde, se encontraba la también ficticia villa de Amaru, a la que los protagonistas solían aludir en ocasiones. La calle principal de Arralde es «Goenkale» (Calle de Arriba), y las escenas correspondían a un decorado exterior que hay en los mismos estudios de Miramón. A lo largo de 22 temporadas se han utilizado diferentes escenarios como la Taberna Boga Boga, el Hotel Maitiena, el Bar Atxuri, un txoko, un videoclub, una panadería, una comisaría de la Ertzaintza y los hogares de los diversos personajes, el Hotel Muñagorri, la farmacia Etxegarai, el Ontziola, el Txakolindegi, la fundación Malen...

## Trayectoria de Goenkale
La serie arrancó centrándose en la vida de la familia Lasa, compuesta por dos hermanos de mediana edad; Jose Mari y Martín, dueños de un bar restaurante y un videoclub, respectivamente, y cuyas malas relaciones se acentúan con la herencia de la madre de ambos que favorece al primero, y fueron distanciándose hasta el desgraciado día en que un accidente acabó con la vida de Martín. 
Durante las primeras temporadas, los protagonistas fueron los componentes de la familia Lasa. Después de varios años, allá por la temporada 15, la nueva familia Madariaga se hizo protagonista con sus tramas. Esta familia dejó de tener poco a poco el protagonismo en la serie hasta la llegada de la temporada número 19, aunque muchas personas que formaban parte de esta familia aparecieron en la serie hasta el final de la serie.
La temporada 19 arrancó con la boda de Lukas y Malen, una pareja formada desde hace unas pocas temporadas. La noche antes de la boda, Lukas le puso los cuernos a su prometida; y ese no fue el único error, ya que después de casarse también lo hizo continuadas veces. Al final, Malen acaba descubriendo las infidelidades de su novio y decide suicidarse. Al principio todos creían que fue una muerte natural, aunque al final Mireia, la mujer que crio a Malen durante muchos años y que la trataba como hija, acaba sabiendo que Lukas le fue infiel a Malen. Aunque al principio intentó matar al chico por culpable del suicidio, decide no hacerlo.
Al inicio de la decimonovena temporada la aparición de una familia con serios problemas económicos (Garbiñe, con sus hijos Aimar y Leire) dio de qué hablar. Dos colombianas llamadas Lupe (madre) y Jessy (hija) intentaron ayudar a esta familia con los percances que tenían, los componentes de estas dos sendías eran muy buenos amigos. Otros de los nuevos personajes de la temporada fueron los dueños del caserío "Manixene", Axun y Sabino; la hermana (Esther) y el padre (Julián) de Mireia Miranda. En el transcurso de los capítulos Inés y Germán deciden pasar toda la vida juntos debido a que éstos se hicieron novios, pero por diversos problemas de Inés, acaban separándose. Unos meses después Ines descubre que está embarazada y que el padre del hijo es Germán. La temporada acaba con el secuestro de Inés en el bosque, a punto de parir a su hijo bajo la presión del secuestrador y sin ningún tipo de ayuda. Durante esta temporada el asesinato de la joven colombiana Jessy tuvo mucho protagonismo.
La temporada número 20 comenzó con el secuestro de Inés. Esta fue encontrada y salvada junto a su hijo, y el secuestrador se fue a prisión. Al final, Inés y Germán decidieron recuperar su relación de amor. La llegada de una nueva familia a Arralde, los Manterola, formada por Kepa y Bárbara, y sus hijos Garikoitz y Aitza fue una de los protagonistas durante la temporada. Esta familia compró el "txakolindegi" de Leonor. Mireia, la hija mayor de la sendía Miranda, tuvo un acercamiento con Kepa, y esta fue la causa de la crisis sentimental de los Manterola. Alizia y Kandido se divorciaron debido a las infidelidades de la primera, y Kandido comenzó una relación sentimental con Esther. Alizia se convirtió en la novia y después mujer de Mitxel, el nuevo comisario de Arralde. Este no estaba bien de la cabeza y hacía cosas inapropiadas a escondidas. La temporada terminó cuando los secretos que le ponían en peligro a Mitxel fueron descubiertos por la Ertzaintza. Un grupo de policías mató a Mitxel porque no tenía otro remedio, pero este le dio un tiro a su mujer Alizia, la cual estuvo a punto de morirse. Ernesto salió de prisión para enfrentarse a un juicio por la muerte de la madre de Inés.
En el inicio de la temporada 21 descubrimos que Alizia, después de ser atendida urgentemente en el hospital, sobrevivió. Además, Ernesto convenció a su hija Inés de que declarara a su favor para que quedase libre. Para esto, Ernesto le inventó diversas mentiras a Inés, y esta le creyó todo declarando en el juicio a favor de su padre. Al final, Inés descubre las mentiras de su padre, y Ernesto decide marcharse de Arralde; y Germán e Inés a África junto a su hijo Unai y la hija de Germán, Naia. Por otra parte, apareció una nueva familia en Arralde, los Etxegarai. Mireia vendió su mansión para marcharse a Nueva York para empezar una nueva vida junto a su novio Oliver. Esta casa la compraron los Etxegarai. La nueva sendía fue la protagonista en esta última temporada, aunque los jóvenes de Arralde (Kevin, Paola, Lukas, Itxaso, Fátima...) también dieron de qué hablar. Sabino se fue a la cárcel por acusarle de la muerte de su padre, y su madre Axun y la mujer Lupe, debido a esta situación, tuvieron varios distanciamentos y muchas discusiones. La trama de la muerte de Amagoia Urrutia, una chica que trabajaba en la farmacia de los Etxegarai, también tuvo su importancia. El asesino de la mujer ya se había dado a conocer en la serie: Oliver Yarasca, el hermano de Lupe y novio de Mireia.

## Curiosidades
Goenkale tenía tanta repercusión que en una ocasión, cuando en la serie fue secuestrado un niño, hijo de uno de los personajes también en la vida real, ETB recibía llamadas telefónicas de gente diciendo que habían visto al niño en Guernica (de donde es realmente) y que la Ertzaintza era un poco incompetente porque estaba siguiendo pistas falsas.
La actriz que interpretaba el papel de María Luisa fue increpada en la calle por sus maldades en la serie. Esta misma actriz recibió una carta de un señor de Bilbao en la que le avisaba que uno de los personajes de la serie la estaba engañando. En el sobre el señor escribió la siguiente dirección: Maria Luisa Galardi, Bar Boga-Boga. Arralde, Guipúzcoa. Algún avispado trabajador de correos que conocía la serie escribió en el mismo sobre la dirección de ETB y así llegó a su destino.

## Reparto
Durante sus 22 temporadas en emisión por la serie Goenkale han pasado actores tan reconocidos tanto fuera como dentro del País Vasco, como Kontxu Odriozola, Bárbara Goenaga, Aitor Luna, Miren Ibarguren, José Ramón Soroiz, Joseba Apaolaza, Verónica Moral, Ane Aseginolaza, Iñaki Beraetxe, Gorka Otxoa, Joseba Usabiaga, Isidoro Fernández, Iker Galartza, Carlos N’guema o el polifacético Sabin Arruti.
Este ha sido el reparto de actores de la última temporada:
- Ainhoa Aierbe - Leonor Cardenas
- Eriz Alberdi - Sabin Urkijo
- Tessa Andonegi - Alizia Egiguren
- Karmele Aranburu - Arantza Etxegarai
- Mikel Aranburu - Jagoba Ugarte
- Pepi Aranburu - Igone
- Naiara Arnedo - Esther Miranda
- Iker Azkoitia - Lander Etxegarai
- Ander Azurmendi - Unax Epaltza
- Maria Cruickshank - Itxaso Al Wahid
- Tanya de Roberto - Lupe Yarasca
- Janire Estebez -  Alazne Ugarte
- Isidoro Fernández - Julian Miranda
- Adrian Garcia de los Ojos - Hodei Ugarte
- Nagore González - Paola Sorrentino
- Danelbis González - Fatima Al Wahid
- Ander Iruretagoiena - Endika Gurtubai
- Itziar Ituño - Nekane Beitia
- Karmele Larrinaga - Axun Urkijo
- Lorea Morlesin - Olaia Ugarte
- Gabi Ocina - Igor
- Iñigo Ortega - Paskal Etxegarai
- Alizia Otxoa - Joelle Etxegarai
- Iñaki Perurena - Imanol Mendizabal
- Xabier Perurena - Ibon Petralanda
- Guiomar Puerta - Tania Ugarte
- Martxelo Rubio - Kandido Urkijo
- Maitena Salinas - Mireia Miranda
- Patricia Urrutia - Izaskun Arrizabalaga

### Cameos
En Goenkale han intervenido, a modo de cameo, personas conocidas en el ámbito social y cultural de Euskadi. Es el caso de los cocineros vascos Juan Mari Arzak, Martín Berasategui, Pedro Subijana e Hilario Arbelaitz. También han pasado por la serie los presentadores de ETB Andoni Aizpuru, Klaudio Landa, Yolanda Alzola, Ilaski Serrano, Julio Ibarra y Josu Loroño, los cantantes Mikel Urdangarin y Gari, el escritor Pako Aristi, el pelotari Mikel Goñi, el exfutbolista Bittor Alkiza, el remero Izortz Zabala, el bertsolari Sebastian Lisazo, el actual Ararteko (Defensor del Pueblo) Iñigo Lamarka, el que fuera alcalde de San Sebastián Ramón Labaien, la que fuera directora de Emakunde (Instituto Vasco de la Mujer) Txaro Arteaga, el que fuera rector de la UPV/EHU Pello Salaburu, o quien fue presidente de Euskatzaindia, Jean Haritxelar. Pero fue sin duda la aparición en noviembre de 2004 de los entonces presidentes del Athletic de Bilbao y la Real Sociedad, Fernando Lamikiz y José Luis Astiazarán, la que más repercusión tuvo a nivel nacional. Su cameo en la serie apareció en el telediario de alguna de las cadenas nacionales y fue portada de varios periódicos. 
Los últimos cameos han sido: Txirri, Mirri y Txiribiton (conocidos payasos de Euskal Telebista), Patxi Usobiaga (campeón mundial de escalada), Iñigo Díaz de Cerio (jugador del Athletic Club), la ex miss España donostiarra Natalia Zabala. También han pasado por Goenkale Edurne Pasaban, Andoni Egaña, Karmele Jaio o varios actores de la serie juvenil Go!azen así como los grupos de música Zea Mays o Enkore. También ha venido Idoia Bediaga, cantante y exconcursante de "La Voz", así como Leire Martínez, ex vocalista de La Oreja de Van Gogh.

## Goenkale: Capítulo 3000
La serie emitió su capítulo 3000 en el canal euskaldun ETB1 el 5 de julio de 2010. Para celebrar este acontecimiento especial, EITB preparó varios eventos al respecto, para celebrar dicho logro. De esta forma se convierte en la serie más longeva de la televisión en España. En octubre de 2014 la serie cumplió 20 años en antena y lo celebró con varios eventos a lo largo de la temporada 2014-2015, como dos Tvmovies, la primera llamada "Goenkale: Egiak Ezkutatzen duena" y la segunda "Help, Sokorro, Ezkondu!"